# Tesechoacán
El pueblo de Tesechoacán está situado en el municipio de José Azueta (en el Estado de Veracruz de Ignacio de la Llave).

## Historia
En 1742, San Miguel Tesechoacán era una república de indios con Gobernador y Alcaldes. El pueblo pertenecía a la parroquia de Chacaltianguis. La población estaba compuesta por 3 familias de españoles, 5 familias de mestizos, y 87 familias de mulatos y negros. No había ninguna familia de indígenas por haber abandonado el pueblo debido a rivalidades con los mulatos y negros. Tenían cierto comercio con Villa Alta (Oaxaca) donde intercambiaban algodón a cambio de grana.
En 1831, el pueblo de San Miguel Tesechoacán tenía municipalidad.  El pueblo limitaba con los pueblos de Cosamaloapan, San Andrés Tuxtla, Santiago Tuxtla, al sur con la villa de Guaspaltepec y Otatitlán. Producía algodón, maíz, arroz, frijol, caña dulce (caña de ázucar) y frutas. El comercio se basaba en la venta del algodón, piloncillo, aguardiente, maderas ganados y productos de Europa: ultramarinos.  La población estaba formada por 2027 habitantes (561 hombres, 703 mujeres y 763 niños). El pueblo tenía dos iglesias, una fábrica de aguardiente de caña, y varias de panela.
En 1873 se crea el municipio de Playa Vicente segregando su territorio del de Tesechoacán.  
Por decreto de 19 de noviembre de 1924, el pueblo de Tesechoacán deja de ser la cabecera del municipio y se establece en la congregación de Paso del Cura (desde 1926 se llama Villa Azueta), aunque el municipio siguió llamándose Tesechoacan.  
El municipio pierde su nombre original y cambia a José Azueta por decreto de 18 de diciembre de 1973, en honor del cadete defensor del puerto de Veracruz en 1914 contra la invasión Norteamericana.

## Población
La población total de Tesechoacán es de 1160 personas, de los cuales 575 son hombres y 585 mujeres.

## Edades de la población
Los ciudadanos se dividen en 364 menores de edad y 796 adultos, de cuales 160 tienen más de 60 años.

## Servicios de Salud
546 habitantes tienen derecho a servicios de salud y 604 personas no cuentan con tal derecho.
Viviendas.
En Tesechoacán hay un total de 341 hogares, aunque solo hay 396 viviendas (40 de ellas desocupadas y 15 se consideran de uso temporal), entre las más humildes hay 22 que tienen piso de tierra y 18 solo tienen un cuarto.  

## Religión
la población está compuesta por 699 habitantes que profesan la religión cristiana católica y 248 habitantes que siendo cristianos profesan alguna de las religiones protestantes. 48 personas profesan alguna religión diferente al cristianismo y 178 expresaron no pertenecer a alguna asociación religiosa.